# Denis Demonpion
Denis Demonpion, né en 1954, est un journaliste français, qui a successivement travaillé à Paris Match, à l'AFP, à Libération, de 1996 à 2011 au Point, puis, à partir de 2011, à l'hebdomadaire Le Nouvel Observateur où il assure la rédaction en chef de la rubrique société. Il est connu pour avoir publié une biographie non autorisée de Michel Houellebecq. Il est également membre du collectif de journalistes Victor Noir.

## Houellebecq non autorisé
Dans sa biographie de Michel Houellebecq, Demonpion fait plusieurs révélations d'importance sur la vie de l'auteur.
Il rappelle son vrai nom (Michel Thomas), note qu'il falsifie vraisemblablement sa date de naissance (affirmant être né en 1958 au lieu de 1956), fait mention de son passage à l'École Louis-Lumière, des réactions agacées de ses ex-collègues de travail qui ont constaté qu'ils apparaissaient sous leur vrai nom dans les romans, et revient longuement sur le procès qui a opposé des organisations musulmanes avec le romancier pour ses propos « fracassants » sur l'Islam. 

## Publications
- 1996 : Arletty, Flammarion, Paris, 485 p.  (ISBN 2-08-066940-0)
- 2005 : Houellebecq non autorisé : enquête sur un phénomène, Maren Sell, Paris, 376 p.  (ISBN 2-35004-022-4)
- 2007 : Cécilia : la face cachée de l'ex-première dame, avec Laurent Léger, Pygmalion, Paris, 293 p.  (ISBN 978-2-7564-0183-6)
- 2009 : Tapie-Sarkozy : les clefs du scandale, avec Laurent Léger, Pygmalion, Paris, 289 p.  (ISBN 978-2-7564-0250-5)
- 2012 : Le dernier tabou : révélations sur la santé des présidents, avec Laurent Léger, Pygmalion
- 2018 : Salinger intime, Robert Laffont (Prix Goncourt de la biographie 2018)
- 2019 : Houellebecq, la biographie d'un phénomène, éditions Buchet-Chastel

### Autre
- 2008 : Amoureuse et rebelle : histoires d'amour et lettres inédites de Arletty, Édith Piaf, Albertine Sarrazin, édition et commentaire, avec Bertrand Dicale et Jacques Layani, Textuel, coll. « Anne-Marie Springer », Paris, 215 p.  (ISBN 978-2-84597-310-7)
- 2018 : Arletty-Soehring : hélas ! je t'aime, correspondante inédite établie par Denis Demonpion, Le Cherche Midi, 558 p.